# Heinäsaari (ö i Norra Savolax, Nordöstra Savolax, lat 63,58, long 28,54)
Heinäsaari är en ö i Finland. Den ligger i sjön Ylä-Keyritty och i kommunen Rautavaara i den ekonomiska regionen  Nordöstra Savolax ekonomiska region  och landskapet Norra Savolax, i den centrala delen av landet, 400 km nordost om huvudstaden Helsingfors. Öns area är 0,4 hektar och dess största längd är 100 meter i öst-västlig riktning.